# Lauter (Laubach)
Lauter ist ein Straßendorf und gehört seit 1970 als Stadtteil zur Stadt Laubach im mittelhessischen Landkreis Gießen.

## Geografie

### Geografische Lage
Der Ort, durch den der gleichnamige Bach Lauter fließt, liegt im westlichsten Teil des Vorderen Vogelsberges und befindet sich somit am Rande des Gebietes Naturpark Vulkanregion Vogelsberg, dem ersten Naturpark in Hessen und ältesten in Deutschland.

### Benachbarte Gemeinden und Ortschaften
- Grünberg (Norden)
- Weickartshain (Osten)
- Laubach (Süd-Osten)
- Wetterfeld (Süd-Westen)
- Queckborn (Westen)

## Ortsgeschichte

### Mittelalter
Die schriftliche Überlieferung für Lauter setzt erst spät ein, denn die Ersterwähnung von Lauter stammt von 1293, als eine Mühle, gelegen in villa Lutere genannt wird. („molendinum situm in villa Lutere apud Gruonenberg ... “) 
1438 erscheinen „... die dorffer Luter und Lyndenstrud“ in einer Urkunde.
Der Ortsname bedeutet klarer Bach. Gemeint ist damit der Bach Lauter, an welchem sich die Menschen damals ansiedelten. Der Siedlungsname beruht demnach auf einem Gewässernamen, welcher sich von dem mhd. Wort „luter“ rein, sauber, klar ableitet.
Die Anbwohner nutzten die Kraft des Wassers und errichteten zahlreiche Mühlen. So kam Lauter zu seinem Ortsnecknamen das Sieben-Mühlen-Dorf.

### Neuzeit
1526 wird Lauter evangelisch, da Landgraf Philipp I. von Hessen durch Luthers Auftreten für die evangelische Sache gewonnen werden konnte. Zu dieser Zeit wirkte bereits ein lutherischer Pfarrer in Grünberg, welchem lutherisch gewordene Altaristen zur Seite standen, jene versahen als Pfarrer die umliegenden Orte. Der erste Lauterer Pfarrer war Peter Stupp, er versah Lauter, das damals eine Filiale von Grünberg war, bis 1536.
1634/35 im Dreißigjährigen Krieg wurde das alte Lauter Nähe der Bing völlig zerstört, doch die Einwohner bauten es weiter nordwestlich wieder auf.
siehe auch Burgstall Lauter
Die Statistisch-topographisch-historische Beschreibung des Großherzogthums Hessen berichtet 1830 über Lauter:

„Lauter (L. Bez. Grünberg) evangel. Filialdorf; liegt 1⁄4 St. von Grünberg, hat 76 Häuser und 408 Einwohner, die alle evangelisch sind. Man findet 1 Kirche, 4 Mahlmühlen, 1 Oel- und 1 Walkmühle und 1 Hof, die Bing genannt.“

1904 erwarb Lauter die Förderrechte für bestes Vogelsberger Trinkwasser auf dem Gelände der Bing zur notwendigen Wasserversorgung. Bis heute ist dies Wasserschutzgebiet.
Bad Nauheim und Friedberg sowie weitere 34 Gemeinden in der Wetterau/Wetteraukreis werden somit mit Wasser aus Lauter versorgt.
Im Jahr 1905 wurde das Wasserwerk fertiggestellt und die Leitungen wurden verlegt. Mit dem Bau eines Hochbehälters 1907 konnte der Ort an das Wassernetz angeschlossen werden und der sehenswerte Röhren-Brunnen im nördlichen Teil des Ortes wurde nicht länger von den Gemeindebewohnern genutzt.
Im Zuge der Gebietsreform in Hessen wurde Lauter zum 31. Dezember 1970, durch freiwillige eingemeindet, ein Stadtteil von Laubach. Für den Stadtteil Lauter wurde, wie für die anderen eingemeindeten ehemals eigenständigen Gemeinden von Laubach, ein Ortsbezirk eingerichtet.
Im Jahre 2000 feierte Lauter sein 700-jähriges Dorfjubiläum (eigentlich 707 Jahre) mit einem großen Fest.

### Verwaltungsgeschichte im Überblick
Die folgende Liste zeigt die Staaten und Verwaltungseinheiten, denen Lauter angehört(e):
- 1391 und später: Heiliges Römisches Reich, Landgrafschaft Hessen,  Landgericht Grünberg
- ab 1567: Heiliges Römisches Reich, Landgrafschaft Hessen-Marburg, Amt Grünberg, Landgericht Grünberg[12]
- 1604–1648: Heiliges Römisches Reich, strittig zwischen Landgrafschaft Hessen-Darmstadt und Landgrafschaft Hessen-Kassel (Hessenkrieg)
- ab 1604: Heiliges Römisches Reich, Landgrafschaft Hessen-Darmstadt, Oberfürstentum Hessen, Amt Grünberg,[13] Landgericht Grünberg
- ab 1806: Großherzogtum Hessen,[Anm. 2] Fürstentum Oberhessen, Amt Grünberg[14]
- ab 1815: Großherzogtum Hessen, Provinz Oberhessen, Amt Grünberg[15]
- ab 1821: Großherzogtum Hessen, Provinz Oberhessen, Landratsbezirk Grünberg[Anm. 3]
- ab 1832: Großherzogtum Hessen, Provinz Oberhessen, Kreis Grünberg
- ab 1848: Großherzogtum Hessen, Regierungsbezirk Gießen
- ab 1852: Großherzogtum Hessen, Provinz Oberhessen, Kreis Grünberg
- ab 1867: Norddeutscher Bund,[Anm. 4] Norddeutscher Bund, Großherzogtum Hessen, Provinz Oberhessen, Landkreis Grünberg
- ab 1871: Deutsches Reich, Großherzogtum Hessen, Provinz Oberhessen, Landkreis Grünberg
- ab 1874: Deutsches Reich, Großherzogtum Hessen, Provinz Oberhessen, Landkreis Gießen
- ab 1918: Deutsches Reich (Weimarer Republik), Volksstaat Hessen, Provinz Oberhessen, Landkreis Gießen
- ab 1938: Deutsches Reich, Volksstaat Hessen, Provinz Oberhessen, Landkreis Gießen[16][Anm. 5]
- ab 1945: Amerikanische Besatzungszone,[Anm. 6] Groß-Hessen, Regierungsbezirk Darmstadt, Landkreis Gießen
- ab 1946: Amerikanische Besatzungszone, Land Hessen, Regierungsbezirk Darmstadt, Landkreis Gießen
- ab 1949: Bundesrepublik Deutschland, Land Hessen, Regierungsbezirk Darmstadt, Landkreis Gießen
- ab 1971: Bundesrepublik Deutschland, Land Hessen, Regierungsbezirk Darmstadt, Landkreis Gießen, Stadt Laubach[Anm. 7]
- ab 1977: Bundesrepublik Deutschland, Land Hessen, Regierungsbezirk Darmstadt, Lahn-Dill-Kreis, Stadt Laubach
- ab 1979: Bundesrepublik Deutschland, Land Hessen, Regierungsbezirk Darmstadt, Landkreis Gießen, Stadt Laubach
- ab 1981: Bundesrepublik Deutschland, Land Hessen, Regierungsbezirk Gießen, Landkreis Gießen, Stadt Laubach

### Recht

#### Materielles Recht
In Lauter galt der Stadt- und Amtsbrauch von Grünberg als Partikularrecht. Das Gemeine Recht galt nur, soweit der Amtsbrauch keine Bestimmungen enthielt. Dieses Sonderrecht alten Herkommens behielt seine Geltung auch während der Zugehörigkeit zum Großherzogtum Hessen im 19. Jahrhundert, bis es zum 1. Januar 1900 von dem einheitlich im ganzen Deutschen Reich geltenden Bürgerlichen Gesetzbuch abgelöst wurde.

#### Gerichtsverfassung seit 1803
In der Landgrafschaft Hessen-Darmstadt wurde mit Ausführungsverordnung vom 9. Dezember 1803 das Gerichtswesen neu organisiert. Für die Provinz Oberhessen wurde das Hofgericht Gießen als Gericht der zweiten Instanz eingerichtet. Die Rechtsprechung der ersten Instanz wurde durch die Ämter bzw. Standesherren vorgenommen und somit war für Lauter das „Amt Grünberg“ zuständig.
Das Hofgericht war für normale bürgerliche Streitsachen Gericht der zweiten Instanz, für standesherrliche Familienrechtssachen und Kriminalfälle die erste Instanz. Übergeordnet war das Oberappellationsgericht Darmstadt.
Mit der Gründung des Großherzogtums Hessen 1806 wurde diese Funktion beibehalten, während die Aufgaben der ersten Instanz 1821 im Rahmen der Trennung von Rechtsprechung und Verwaltung auf die neu geschaffenen Landgerichte übergingen. „Landgericht Grünberg“ war daher von 1821 bis 1879 die Bezeichnung für das erstinstanzliche Gericht, das für Lauter zuständig war.
Anlässlich der Einführung des Gerichtsverfassungsgesetzes mit Wirkung vom 1. Oktober 1879, infolge derer die bisherigen großherzoglich hessischen Landgerichte durch Amtsgerichte an gleicher Stelle ersetzt wurden, während die neu geschaffenen Landgerichte nun als Obergerichte fungierten, kam es zur Umbenennung in „Amtsgericht Grünberg“ und Zuteilung zum Bezirk des Landgerichts Gießen. Am 1. Juli 1968 erfolgte die Auflösung des Amtsgerichts Grünberg, Lauter wurde dem Amtsgericht Gießen zugelegt.
In der Bundesrepublik Deutschland sind die übergeordneten Instanzen das Landgericht Gießen, das Oberlandesgericht Frankfurt am Main sowie der Bundesgerichtshof als letzte Instanz.

## Bevölkerung

### Einwohnerstruktur 2011
Nach den Erhebungen des Zensus 2011 lebten am Stichtag dem 9. Mai 2011 in Lauter 792 Einwohner. Darunter waren 33 (4,2 %) Ausländer. Nach dem Lebensalter waren 123 Einwohner unter 18 Jahren, 315 zwischen 18 und 49, 186 zwischen 50 und 64 und 168 Einwohner waren älter. Die Einwohner lebten in 348 Haushalten. Davon waren 108 Singlehaushalte, 123 Paare ohne Kinder und 93 Paare mit Kindern, sowie 18 Alleinerziehende und 6 Wohngemeinschaften. In 87 Haushalten lebten ausschließlich Senioren und in 225 Haushaltungen lebten keine Senioren.

### Einwohnerentwicklung
| • 1577: | 25 Hausgesesse                                           |
| • 1630: | 12 zweispännige, 3 einspännige Ackerleute, 7 Einläuftige |
| • 1791: | 308 Einwohner                                            |
| • 1800: | 314 Einwohner                                            |
| • 1806: | 345 Einwohner, 66 Häuser                                 |
| • 1829: | 408 Einwohner, 76 Häuser                                 |
| • 1867: | 366 Einwohner, 80 bewohnte Gebäude                       |
| • 1875: | 400 Einwohner, 82 bewohnte Gebäude                       |

| Lauter: Einwohnerzahlen von 1791 bis 2011 | Lauter: Einwohnerzahlen von 1791 bis 2011 | Lauter: Einwohnerzahlen von 1791 bis 2011 | Lauter: Einwohnerzahlen von 1791 bis 2011 | Lauter: Einwohnerzahlen von 1791 bis 2011 |
| --- | ----------------------------------------- | ----------------------------------------- | ----------------------------------------- | ----------------------------------------- |
| Jahr |                                           |                                           |                                           | Einwohner                                 |
| 1791 | 1791                                      |                                           | 308                                       | 308                                       |
| 1800 | 1800                                      |                                           | 314                                       | 314                                       |
| 1803 | 1803                                      |                                           | 345                                       | 345                                       |
| 1829 | 1829                                      |                                           | 408                                       | 408                                       |
| 1834 | 1834                                      |                                           | 437                                       | 437                                       |
| 1840 | 1840                                      |                                           | 436                                       | 436                                       |
| 1846 | 1846                                      |                                           | 460                                       | 460                                       |
| 1852 | 1852                                      |                                           | 435                                       | 435                                       |
| 1858 | 1858                                      |                                           | 387                                       | 387                                       |
| 1864 | 1864                                      |                                           | 395                                       | 395                                       |
| 1871 | 1871                                      |                                           | 412                                       | 412                                       |
| 1875 | 1875                                      |                                           | 400                                       | 400                                       |
| 1885 | 1885                                      |                                           | 414                                       | 414                                       |
| 1895 | 1895                                      |                                           | 410                                       | 410                                       |
| 1905 | 1905                                      |                                           | 412                                       | 412                                       |
| 1910 | 1910                                      |                                           | 436                                       | 436                                       |
| 1925 | 1925                                      |                                           | 459                                       | 459                                       |
| 1939 | 1939                                      |                                           | 531                                       | 531                                       |
| 1946 | 1946                                      |                                           | 804                                       | 804                                       |
| 1950 | 1950                                      |                                           | 819                                       | 819                                       |
| 1956 | 1956                                      |                                           | 801                                       | 801                                       |
| 1961 | 1961                                      |                                           | 739                                       | 739                                       |
| 1980 | 1980                                      |                                           | ?                                         | ?                                         |
| 1990 | 1990                                      |                                           | ?                                         | ?                                         |
| 2000 | 2000                                      |                                           | ?                                         | ?                                         |
| 2011 | 2011                                      |                                           | 792                                       | 792                                       |
| Datenquelle: Historisches Gemeindeverzeichnis für Hessen: Die Bevölkerung der Gemeinden 1834 bis 1967. Wiesbaden: Hessisches Statistisches Landesamt, 1968. Weitere Quellen: ; Zensus 2011 |                                           |                                           |                                           |                                           |

### Historische Religionszugehörigkeit
| • 1829: | 408 evangelische (=100 %) Einwohner                                        |
| • 1961: | 595 evangelisch (= 80,51 %), 139 römisch-katholische (= 18,81 %) Einwohner |

### Historische Erwerbstätigkeit
| • 1961: | Erwerbspersonen: 113 Land- und Forstwirtschaft, 201 Prod. Gewerbe, 21 Handel, Verkehr und Nachrichtenübermittlung, 29 Dienstleistungen und Sonstiges |

## Politik
Für den Stadtteil Lauter besteht ein Ortsbezirk (Gebiete der ehemaligen Gemeinde Altenhain) mit Ortsbeirat und Ortsvorsteher nach der Hessischen Gemeindeordnung.
Der Ortsbeirat besteht aus neuen Mitgliedern. Bei den Kommunalwahlen in Hessen 2021 kam kein Ortsbeirat zustande.

### Bürgermeister
Bis zur Eingemeindung 1970 waren folgende Personen des Ortes Bürgermeister:
- Heinrich Feldmann, 1854–1868
- Johannes Heres, 1869–1901
- Peter Aff III, 1901–1934
- Karl Heinrich Pitz, 1934–1939
- Heinrich Weber II, 1939–1942
- Heinrich Schmidt III, 1946–1952
- Heinrich Viehl, 1952–1968
- Irmgard Rausch, 1968–1970 Mutter von Karl-Friedrich Rausch

danach waren folgende Personen Ortsvorsteher:

### Historische Ortsvorsteher
- Irmgard Rausch, 1970–1972
- Ernst Peter, 1972–1977
- Willi Viehl, 1977–1990
- Rainer Trüller, 1990–2006
- Hans-Jürgen Becker, 2006–2018
- Karl-August Schmidt, 2019–2021[26][25]

Seit der Kommunalwahlen 2021 ist das Amt umbesetzt (Stand: Mai 2024).

### Ortsbeirat
Die Sitzverteilung im Ortsbeirat (2021 kam das Gremium nicht zustande):
| Wahl | GLL a                        | CDU                          | SPD                          | FW b                         | Gesamt    |
| ---- | ---------------------------- | ---------------------------- | ---------------------------- | ---------------------------- | --------- |
| 2021 | Konnte nicht gebildet werden | Konnte nicht gebildet werden | Konnte nicht gebildet werden | Konnte nicht gebildet werden | (9 Sitze) |
| 2016 | 9                            | –                            | –                            | –                            | 9 Sitze   |
| 2011 | –                            | 3                            | 4                            | 2                            | 9 Sitze   |

Erläuterungen zur Tabelle:
  

## Kultur und Sehenswürdigkeiten

### Vereine
- Evangelische Kirchengemeinde – um 1530
- Gesangverein Germania – gegr. 1900
- Turn- und Sportverein e. V. – gegr. 1910
- Freiwillige  Feuerwehr Lauter – gegr. 1934
  - Wehrführer der Freiwilligen Feuerwehr:
  - Karl Scheuermann, 1934–1939
  - Heinrich Viel, 1939–1945
  - Otto Rinker, 1945–1948
  - Karl Schmidt V., 1948–1951
  - Günter Lenz, 1952–1954
  - Gerhard Neumann, 1954–1958
  - Heinrich Schäfer, 1959–1966
  - Rudi Lischka, 1966–1972
  - Ernst Görnert, 1972–1992
  - Karl-August Schmidt, 1993–
  - Christoph Viel
- Obst- und Gartenbauverein – gegr. 1936
- Natur- und Vogelschutzgruppe – gegr. 1982
- Schnapsbrennergemeinschaft
- Evangelische Frauenhilfe
- Kindertagesstätte Lauter/Laubacher Stift -

### Sehenswertes
- 1773 wurde der Grundstein für die Fachwerkkirche gelegt, 1779 wurde sie fertiggestellt. 1934 und 1977 und 2010 wurde die Kirche renoviert.
- Des Weiteren wurde 2007 der Platz rund um den Röhren-Brunnen renoviert und neu gestaltet.
- Schule (jetzt Kindertagesstätte)
- Kriegerdenkmal (unterhalb der Schule)
- Park (ehem. Friedhof)

### Auszeichnungen
Lauter wurde im Jahr 2006 beim Wettbewerb Dolles Dorf vom Hessischen Rundfunk 3. Sieger und gewann einen bronzenen Onkel Otto.

### Regelmäßige Veranstaltungen
- An Fasching finden in der Lautertalhalle, der Sport- und Kulturhalle in Lauter, die Große Prunksitzung am Faschingssamstag und der Kinderfasching am darauf folgenden Dienstag statt.
- Zu den bestbesuchten Veranstaltungen in Lauter gehört das Osterfeuer mit Osternestsuche, Verlosung und großem Feuer.
- Meist im Mai findet das Haxenessen statt, bei dem Schweinshaxen aus dem Backhaus angeboten werden.
- Ähnlich ist es beim Schmierchel-Kuchen-Fest, das jedes Jahr im Spätsommer/Herbst stattfindet.

## Persönlichkeiten
- Karl-Friedrich Rausch (* 1951), Wirtschaftsingenieur
- Sascha Feuchert (* 1971), Literaturwissenschaftler und -didaktiker sowie Publizist